# Лопага, Джосфат
Джосфат Лопага (англ. Josephat Lopago; род. 12 августа 2002, Самбуру) — кенийский футболист, нападающий.

## Карьера
Начинал выступать на профессиональном уровне футболист в кенийских клубах «Поста Рейнджерс» и «АФК Леопардс». В начале 2023 года футболист перешёл в оманский клуб «Дофар». В начале июня 2023 года футболист прибыл на просмотр в брестское «Динамо». В августе 2023 года футболист официально стал игроком белорусского клуба, с которым подписал контракт на полтора сезона. Дебютировал за клуб футболист 12 августа 2023 года в матче против «Ислочи», выйдя на замену на 64 минуте. Дебютный гол за клуб футболист забил 20 августа 2023 года в матче против мозырской «Славии». В матче 2 декабря 2023 года в рамках заключительного тура чемпионата против бобруйской «Белшины» футболист отличился забитым дублем. На протяжении сезона футболист был в клубе одним из ключевых игроков, отличившись 4 забитыми голами и 2 результативными передачами. По итогу сезона футболист вместе с клубом завершил чемпионат на итоговом десятом месте.
Новый сезон за клуб футболист начал 15 марта 2024 года с матча против «Ислочи», выйдя на замену на 73 минуте. Первым в сезоне забитым голом за клуб футболист отличился 6 апреля 2024 года в матче против солигорского «Шахтёра», выйдя на замену на 84 минуте.